# 米爾內 (伊久姆區)
49°21′16″N 37°27′52″E / 49.35444°N 37.46444°E
米爾內（烏克蘭語：Мирне）是位於烏克蘭東部的村莊，由哈爾科夫州伊久姆區的博罗瓦市镇負責管轄。該村始建於1775年，面積0.62平方公里，海拔高度175米，2001年人口91，人口密度每平方公里147.3人。